# Roger Noiret
Pour les articles homonymes, voir Noiret.
Roger Noiret, né le 10 août 1895 à Prosnes (département de la Marne) et mort le 8 août 1976 à Remilly-les-Pothées (département des Ardennes), est un général d'armée et un homme politique français, député des Ardennes de 1958 à 1967, grand-croix de la Légion d'honneur.

## Biographie

### Premières armes
Élève au Prytanée militaire de La Flèche puis à l’École Spéciale Militaire de Saint-Cyr, promotion « de la Croix du Drapeau » Roger Noiret est initialement un cavalier. Il est sous-lieutenant au début de la Première Guerre mondiale, mais passe rapidement dans l'artillerie. Il participe aux premiers affrontements en France : combats à la frontière, la retraite, la bataille de la Marne, la course à la mer, et les combats de tranchées.
Après avoir combattu sur ce front occidental, il lui est demandé de rejoindre l'armée française d'Orient, toujours dans l'artillerie et sous les ordres du colonel Jules Docquin. Le rôle de l'artillerie française est décisif dans la victoire de leurs alliés serbes. Lieutenant en 1916, il est capitaine au moment de l'armistice.
Dans l'entre-deux guerres, il sert quelques années au sein des forces d'occupation en Allemagne, puis connaît une première expérience en Afrique du Nord et continue de gravir les échelons hiérarchiques. La fin des années 1930 lui permet de regagner la métropole où il dirige le 93e régiment d'artillerie à Grenoble.

### La campagne de France de 1940 et l'armistice
En 1939, il est le chef du 3e bureau
 
du théâtre d'opération du nord-est de la France en 1940, sous les ordres du général Alphonse-Joseph Georges.
Les relations sont complexes dès le début du conflit entre le Grand Quartier Général (GQG) du commandant en chef des forces terrestres, le général Gamelin, et le commandant du théâtre d’opérations principal, le général Georges. Elles sont encore plus complexes à partir de janvier 1940, avec la séparation en deux lieux différents de ces deux états-majors, celui de Gamelin s'installant à  Vincennes et celui de Georges étant implanté à La Ferté-sous-Jouarre, au château des Bondons.
Le nouvel état-major du général Georges  se constitue par prélèvements sur les bureaux de l’ancien GQG pour les 1er, 2e et 3e bureaux. Le 4e bureau reste commun et installé à Vincennes. Cette dispersion géographique ne favorisa pas la réactivité du commandement français et des mouvements de troupe face à l'attaque-éclair allemande quelques mois plus tard.
En mars 1940, Roger Noiret se rend à Guise, dans l'Aisne, assister aux obsèques du général Jean-Baptiste Limasset, un de ses prédécesseurs au 3e bureau, renversé accidentellement par une camionnette militaire dans les rues de la cité picarde, pendant une alerte de nuit. La drôle de guerre se termine quelques semaines plus tard. La guerre qui suit est une guerre éclair.
Dès le 11 mai, début de l'attaque allemande en Ardennes, malgré la difficulté à estimer le nombre de divisions ennemies opérant dans ce secteur, le 3e bureau émet l'instruction n°12 signée par le général Georges renforçant les effectifs dans cette zone. Les unités sollicitées arriveront trop tard.
Le même jour, le général Gamelin de passage à La Ferté-sous-Jouarre, s'intéresse essentiellement aux opérations en Belgique. Le 13, le général Georges apprend au GQG que la Meuse a été franchie en deux endroits. L'état-major de La Ferté comprend vite que l'effort principal de l'ennemi n'est pas en Belgique mais sur l'axe Luxembourg-Mézières. Des contre-attaques sont lancées les jours suivants à Chéhéry et surtout à Stonne, avec des forces blindées française. Mais, malgré les consignes de l'état-major de Georges, conscient de la gravité de la percée allemande à Sedan, la hiérarchie locale favorise bien souvent un positionnement statique et défensif. Et l'évaluation de l'impact des quelques réactions françaises est bien optimiste...
Pendant ces journées décisives, Roger Noiret se trouve au cœur des centres de commandement français et le premier pénalisé par la complexité de l'organisation de ce commandement, et par la dilution des responsabilités entre le général Gamelin et le général Georges. Le 19 mai, le général Weygand est nommé à la place du général Gamelin. Il maintient Georges dans son poste, mais fait de Vincennes le seul point de décision. Il est trop tard. Un mois plus tard, l'armistice du 22 juin 1940 met fin à cette campagne.
À la suite de l'armistice, Roger Noiret devient l'un des cadres de l'armée de cent mille hommes dont les Allemands autorisent le maintien en zone non occupée dans le traité d'armistice. Il commande le 2e régiment d'artillerie, basé à Grenoble et à Lyon. Cette armée dite d'armistice est théoriquement vouée au maintien de l'ordre intérieur. La plupart de ses officiers acceptent la vision stratégique du régime de Vichy : régénérer la France et la tenir à l'écart du conflit pour lui permettre de restaurer sa puissance. . Pour autant, d'autres officiers entretiennent l'idée  d'une reprise possible des combats. Avec quelques actions concrètes : constitution de stocks d'armes pour éviter de le remettre aux Allemands, contacts avec les Américains, etc.
Lors de l'invasion par les Allemands de la zone libre, le 11 novembre 1942, l'armée d'armistice, cantonnée dans ses casernes, ne réagit pas. Le 27 novembre, sa dissolution est décrétée. Une partie des officiers rangent leurs uniformes, avec des boules de naphtaline. D'autres franchissent le pas et quittent la métropole pour reprendre le combat en d'autres lieux. Roger Noiret, devenu entretemps colonel, choisit de rejoindre l'Armée d'Afrique du Nord, qui a basculé du côté des Alliés, et profite d'un congé pour gagner le Maroc par l'Espagne.
Quelques semaines auparavant, il a confié précautionneusement l'étendard, les archives et la caisse du 2e régiment d'artillerie de montagne, aux moines de la Grande Chartreuse. Ce monastère de la Grande Chartreuse, avec ses vastes bâtiments perdus dans les forêts, avait déjà pris en charge le camouflage de matériel militaire.

### Les Forces Françaises Libres
En Afrique du Nord, le colonel Noiret est nommé commandant supérieur de la base de Casablanca. C'est sur cette base que débarque le matériel américain destiné au corps expéditionnaire français.
Il est ensuite responsable de l'artillerie de la 5e division blindée, puis de celle du 1er corps d'armée. En 1943, le Comité français de Libération nationale (C.F.L.N.) l'envoie à Londres comme adjoint au général Kœnig. Il y rejoint les Forces françaises libres en Grande-Bretagne.
Nommé général de brigade, il assure le commandement en chef des forces terrestres françaises en Grande-Bretagne. Après le débarquement de 1944, il prépare l'installation de l'état-major des armées à Paris.
Il est nommé général de division en décembre 1945.

### De l'occupation de l'Allemagne à la présence en Allemagne
Après la guerre, en juin 1946, il retrouve à nouveau le général Kœnig qui dirige les forces françaises d'occupation en Allemagne, et devient son adjoint dans ce commandement.
Il dispose de son expérience de l'entre-deux-guerres, marquée alors par un échec politique de cette même occupation de l'Allemagne. Le contexte politique est bien différent en 1945, avec plusieurs armées d'occupation, une guerre froide qui s'instaure progressivement entre les ex-alliés, et une volonté d'indépendance de la France et de reconstruction d'une relation avec l'Allemagne, une fois celle-ci débarrassée des dirigeants nazis. Autre différence avec le précédent conflit : ce pays germanique est dévasté, alors qu'il n'avait pratiquement pas été touché en 1914-1918.
Le rôle de la hiérarchie militaire française en Allemagne est très politique. La France réussit, grâce à ses représentants et notamment à Roger Noiret, à devenir un acteur incontournable dans la reconstruction d'une Europe démocratique et pacifiée, faisant l'objet, grâce à son positionnement diplomatique, d'une certaine prévenance de la part des Russes et par voie de conséquence, de la part des anglo-américains. Ceux-ci n'étaient pas au départ les mieux disposés à son égard. Le général Lucius D. Clay, par exemple, gouverneur militaire du secteur américain, qui joua un rôle important dans la démocratisation de l'Allemagne Occidentale, avait initialement une certaine commisération pour une nation vaincue en 1940, trop marquée lui semblait-il par son antagonisme avec l'Allemagne, et, à ses yeux, quantité négligeable dans le nouvel équilibre politique mondial.
Roger Noiret veille aussi au redémarrage économique et culturel de l'Allemagne. Mais il s'assure que les restitutions, de matériel par exemple, s'effectuent, progressivement et sans asphyxier le pays vaincu, position là encore intermédiaire entre les Russes, très pressants sur ce thème, et les anglo-saxons qui n'ont pas eu à subir l'occupation allemande.
Suivent quelques années pendant lesquelles il devient gouverneur militaire de Lyon, et commandant de la huitième région militaire. Il est promu général de corps d'armée. De 1950 à 1955, il est membre du Conseil supérieur de la guerre et participe à l'élaboration de la politique de défense nationale.
De 1951 à 1956, il revient en Allemagne comme commandant en chef des Forces françaises en Allemagne, et gravit un ultime échelon, en devenant général d'armée. Il quitte cette fonction en août 1956.
Son parcours militaire lui a valu de nombreuses décorations, notamment la croix de guerre 1914-1918, la croix de guerre 1939-1945, et la croix de guerre des Théâtres d'opérations extérieurs.
Le 18 mars 1957, il est élevé à la dignité de grand-croix de la Légion d'honneur. 

### Une deuxième carrière, d'homme politique, et la victoire à Sedan
Il entre peu après dans l'armée de réserve, après 42 années de service sous l'uniforme.
Après ce parcours militaire, il se fixe avec son épouse, d'origine sedanaise, dans la propriété et le château d'Hardoncelle à Remilly-les-Pothées achetés en 1952. Il devient maire de cette commune.
En 1958, à la suite du retour au pouvoir du général de Gaulle, il se porte candidat aux élections législatives pour le parti de l'Union pour la nouvelle République, soutenant Charles de Gaulle comme quelques-uns de ses anciens camarades . Roger Noiret se présente aux électeurs comme un militaire « revenu au pays », « après bien des années consacrées au service de la France ».
Dans sa profession de foi, il estime que le nouveau régime a besoin d'hommes « qui n'ont jamais été discrédités par des compromissions politiques » et « qui n'ont jamais fait passer l'intérêt d'un parti avant celui de la Nation » Le thème de la rupture avec la IVe République et ses supposés « jeux politiques » est donc un de ses arguments prédominants.
La 3e circonscription des Ardennes est disputée. L'implantation des socialistes et de la gauche y est solide. Le programme du candidat reste volontairement flou, même s'il mentionne le problème algérien et souhaite une solution qui permette « le prompt retour de nos fils ». La mobilisation des soldats du contingent dans ce qui s'appelle encore les événements d'Algérie marque en effet les familles populaires. Outre le député sortant Guy Desson, qui a rompu avec la SFIO après avoir refusé la confiance au général de Gaulle le 1er juin 1958, Roger Noiret affronte cinq concurrents, dont le maire de Sedan, un modéré, et un autre candidat, gaulliste de gauche.
Le 23 novembre 1958, 9 677 suffrages se portent au premier tour sur le nom de Roger Noiret, soit 23,3 %. Il est devancé par le maire de Sedan (23,8 %) mais l'emporte dans six des treize cantons de la circonscription. Entre les deux tours, le général Noiret bénéficie du retrait du gaulliste de gauche qui appelle à voter pour lui. Finalement, le 30 novembre 1958, il est élu député des Ardennes par 43,1 % des électeurs, dans le cadre d'une triangulaire contre le sortant Guy Desson (37,6 %) et le maire de Sedan (19,4 %). Son adversaire de gauche, Guy Desson, s'exclame : « C'est bien la première fois qu'un général français gagne à Sedan ! ».

### Le député des Ardennes
Il siège à la Commission de la défense nationale et des forces armées de janvier 1959 à juillet 1961, d'avril à juin 1962, puis de juillet à octobre 1962. Il en assure la vice-présidence en 1959-1960. De décembre 1961 au printemps 1962, il est membre de la Commission des affaires étrangères. Il est brièvement membre de la Commission des lois constitutionnelles, de la législation et de l'administration générale de la République en juin-juillet 1962.
Par contre, il ne prend la parole qu'à trois reprises dans l'hémicycle sous la première législature de la Ve République.
Ses thèmes d'intervention sont significatifs, les orientations sur les équipements militaires d'une part et l'aménagement de la Meuse, d'autre part.
Dans ses votes, le général Noiret témoigne de son soutien au pouvoir gaullien, sur sa politique générale, sur les changements de gouvernement et sur le thème très sensible de l'Algérie. Une réserve cependant : il ne prend pas part au vote concernant la levée de l'immunité parlementaire de Georges Bidault.
Après la dissolution de l'Assemblée nationale et la victoire du « oui » au référendum du 28 octobre 1962, le général Noiret sollicite le renouvellement de son mandat parlementaire. L'argument majeur est désormais celui de la continuité et de la fidélité au président de la République : il faut permettre au général de Gaulle, dont le succès au référendum a montré la popularité dans l'opinion française, « de continuer sa tâche ». Confronté en particulier à Guy Desson, passé au P.S.U., Roger Noiret est réélu.
Roger Noiret reprend son travail au sein des commissions. De décembre 1962 à avril 1964, il est actif au sein de la Commission de la défense nationale et rejoint en avril 1964 la Commission des affaires étrangères de l'Assemblée nationale. Ses interventions dans l'hémicycle restent rares et portent exclusivement sur des questions d'aménagement du territoire et de travaux publics intéressant son département d'élection.
En mars 1967, les nouvelles élections législatives sont difficiles pour la majorité, et le général Noiret est dépassé par son adversaire habituel, l'ancien député et éternel candidat de la gauche, Guy Desson.

### Dernières années
Battu sur le terrain électoral, Roger Noiret rentre dans la vie privée. Il peut enfin consacrer un peu plus de son temps, dans son château d'Hardoncelle, ancienne demeure de l’écrivain Charles Gailly de Taurines, à son épouse Antoinette Raffy, à ses enfants et petits-enfants et à l'une de ses passions de toujours, la peinture d'aquarelles. Il se consacre aussi à la présidence de la Croix-Rouge ardennaise.
Il meurt le 8 août 1976 à Remilly-les-Pothées.
Il est le frère du général d'armée Jean Noiret (1902-1967), également fait grand-croix de la Légion d'honneur en 1963.

## Décorations
- Grand-croix de la Légion d'honneur (18 mars 1957)[19]
- Croix de guerre 1914-1918
- Croix de guerre 1939-1945